# Ju 52 (航空機)
Ju 52
Ju 52/3m (CASA 352L)
- 用途：旅客機・貨物機・輸送機・爆撃機
- 設計者：エルンスト・ツィンデル
- 製造者：ユンカース
- 運用者： ドイツ国防空軍 ほか
- 初飛行：

  - 1930年10月13日 (Ju 52/1m)
  - 1932年3月7日 (Ju 52/3m)
- 生産数：4,845機
- 運用状況：一部現役

ユンカース Ju 52（ユー 52、独: Junkers Ju 52）はドイツのユンカース社が設計・製造した航空機である。
1920年代後半に航空技師エルンスト・ツィンデルが中心となって開発が始まる。設計段階からユンカース社が開発し、F.13、W 33、W 34など当時の同社製飛行機に多く使用されていたジュラルミン製の波型（コルゲート）外板が採用された。しかし、波型外板には機体の強度を高める一方で空気抵抗が増加する欠点があった。
1930年10月13日に初飛行した。当初は民間の貨物・旅客機向けの単発機 (Ju 52/1m) として設計された。1931年に三発機型 (Ju 52/3m) が設計され、大量生産された。Ju 52/3mは17人乗りの旅客機または貨物機として、スイス航空やルフトハンザなど12社以上の航空会社で運用された。
1933年に成立したナチス政権はユンカース社に対してJu 52を軍用機として製造することを要求し、フーゴー・ユンカースの抵抗を押し切ってこれを強要した。結果、数千機のJu 52がドイツ空軍の主力輸送機として納入され、第二次世界大戦ではほぼ全ての戦線に配備され、輸送機・爆撃機として使用された。さらに外国の軍にも採用され、スペイン内戦、チャコ戦争、ポルトガル植民地戦争などに投入された。
1931年～1952年まで生産が続けられ、大戦後も軍用機・民間機として使用され、1980年代にも多くの機体が現役で運用されていた。21世紀に入っても少数の機体が展示飛行や遊覧飛行用として使用されている。

## 開発・生産
Ju 52の開発は1925年に民間の貨物機・旅客機向けの機体として、単発機 (Ju 52/1m) として開発が始まった。設計は航空技師エルンスト・ツィンデルが中心となってユンカース社のデッサウ工場で行われた。計画の後押しとなったのがドイツ・ルフトハンザ航空の新型機導入計画だった。
1928年に試作機の製作が始まった。Ju 52の設計には、それまでにユンカース社が開発したW 33やW 34との類似点が多くあった。その一つにジュラルミン製の波型外板がある。その設計には同社が第一次世界大戦時に開発した世界初の全金属製機であるJ1が参考にされたといわれている。
1930年10月13日、ユンカース社製水冷V12エンジン（800馬力）を搭載した試作1号機が初飛行に成功。エンジンはその後、水冷直列6気筒のBMW IV（755馬力）に換装された。
試作2号機では翼幅が拡大された。エンジンはBMW IVから空冷星型14気筒のアームストロング・シドレー レオパード（750馬力）に換装され、更に空冷倒立6気筒のユンカース ユモ204（750馬力）に換装された。
試作3号機では機体構造の強化と主翼前縁部の設計に修正が加えられ、水上機としての運用を考慮して、装輪式の主脚に加えてフロート式の降着装置が設計された。
試作7号機は3基の星型エンジンを搭載した三発機に改造され、1932年3月7日に初飛行した。これが単発型よりも高い性能を示したためユンカース社は予定を変更し、この三発型 Ju 52/3m の量産を決定した。
現存する最も古いJu 52の納入記録はボリビアのLAB航空向けのものといわれており、生産開始当初は民間の航空会社が主要な顧客となっていた。1930年代半ばには、BMW 132エンジンを搭載したJu 52/3m ceとJu 52/3m feの生産が始まった。
1933年に成立したナチス政権は、間もなくユンカース社にドイツの再軍備への協力を打診してきた。フーゴー・ユンカースがこれを断ると政権は反逆罪で投獄すると脅迫し、彼の持つ全ての特許と会社の経営権の譲渡を要求した。
ナチス政権下でユンカース社が国営化され、1933年11月に同社総裁に就任したハインリヒ・コッペンベルクはフォード・モーターを参考に自社の製造ラインを近代化し、他社に機体や構成部材の生産を委託する "ABCプログラム" を導入した。
1934年、当時まだ存在を秘匿されていたドイツ空軍向けのJu 52/3mの軍用機モデルJu 52/3m g3eの生産が開始された。この機体は爆撃機としても使用できるよう改造が加えられ、4名の乗員で運用された。同年から翌年にかけて、計450機が空軍に納入された。
第二次世界大戦が始まると、連合軍の爆撃による被害を避けるため生産拠点は分散され、ドイツが占領したオランダ・チェコスロバキア・フランス、友好国のスペイン・ハンガリーの工場でも生産が行われた。
第二次大戦前夜から戦中にかけて、Ju 52/3mには数多くの改良型が登場したが、中でも最も多く生産されたのがJu 52/3m g7eで、自動操縦装置の導入、機体乗降扉の大型化など、機体全般にわたって改良が加えられた。輸送機としてはフル装備の兵士18名が搭乗可能で、防御兵装として背部機銃座のMG 131機銃2基に加え、胴体側面にMG 15機関銃2基が増設された。その後の機体でも窓ガラスの変更、新型エンジンの搭載、足回りの強化、離陸重量の増加等の改良が加えられ、最終型となったJu 52/3m g14eではコクピット周りの装甲強化と防御兵装の強化が行われた。
1943年半ば以降、ドイツ空軍ではJu 52への関心が薄れ、同時に使用頻度も下がっていった。政府高官の関心も後継機の調達に向いており、航空省でもJu 52より大型のJu 352の導入が検討されており、ユンカース社でも1944年にJu 52の生産を打ち切り、Ju 352向けへ製造ラインの転換を計画していたが1945年5月のドイツ降伏により放棄された。戦争中に製造されたJu 52の総数は3,234機にのぼるといわれている。
Ju 52のドイツ国内での生産は終了したが、戦後もドイツ国外では続けられた。フランスではAAC社でAAC.1 トゥカン、スペインではCASAでCASA 352として製造が行われ、また戦時中に連合国側に鹵獲された機体の一部が北アイルランドのショート・ブラザーズ社で修理されて民間で使用された。

## 機体

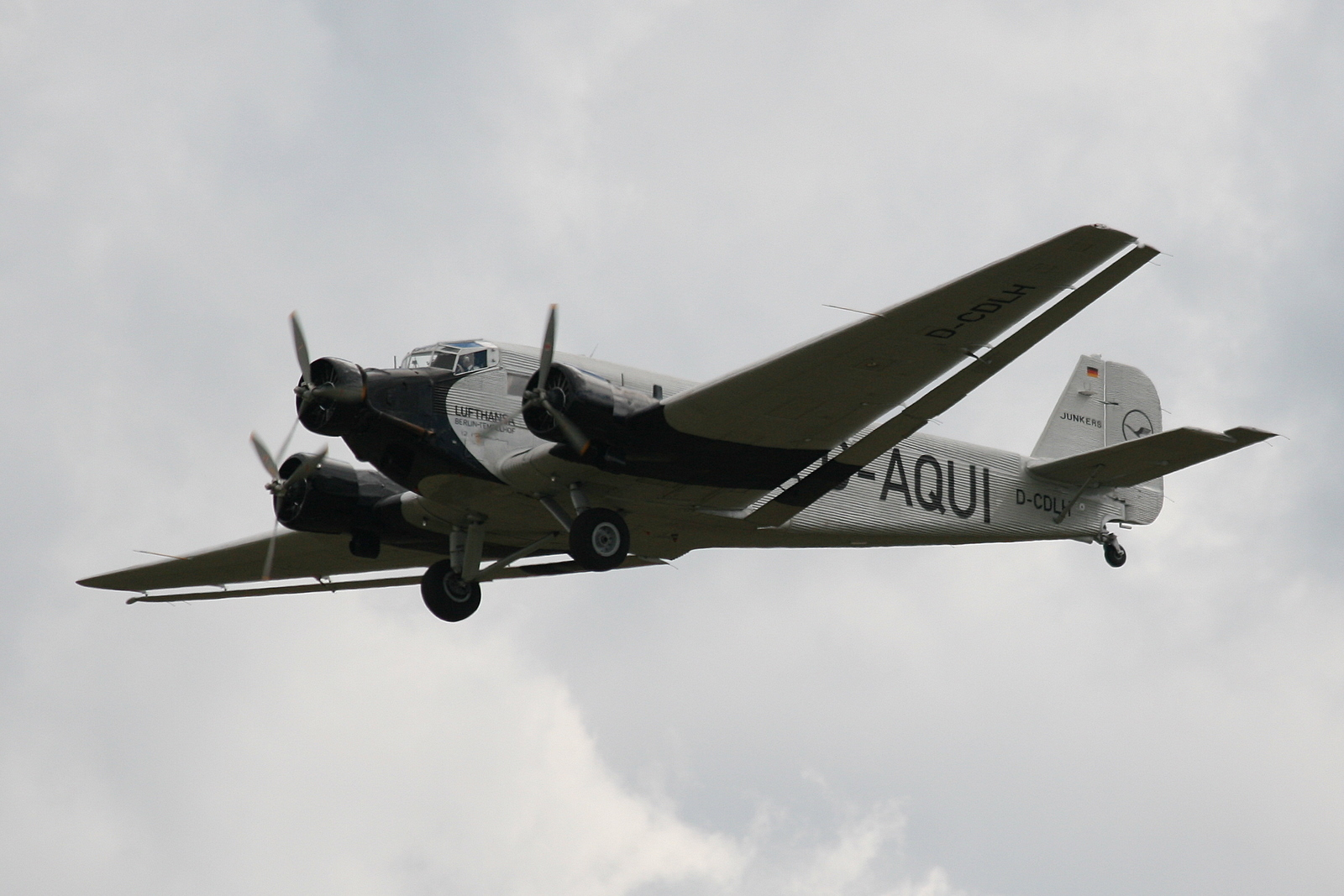
飛行するルフトハンザの Ju 52/3m g2e (製造番号 5489) 。主翼の「二重翼」が確認できる。

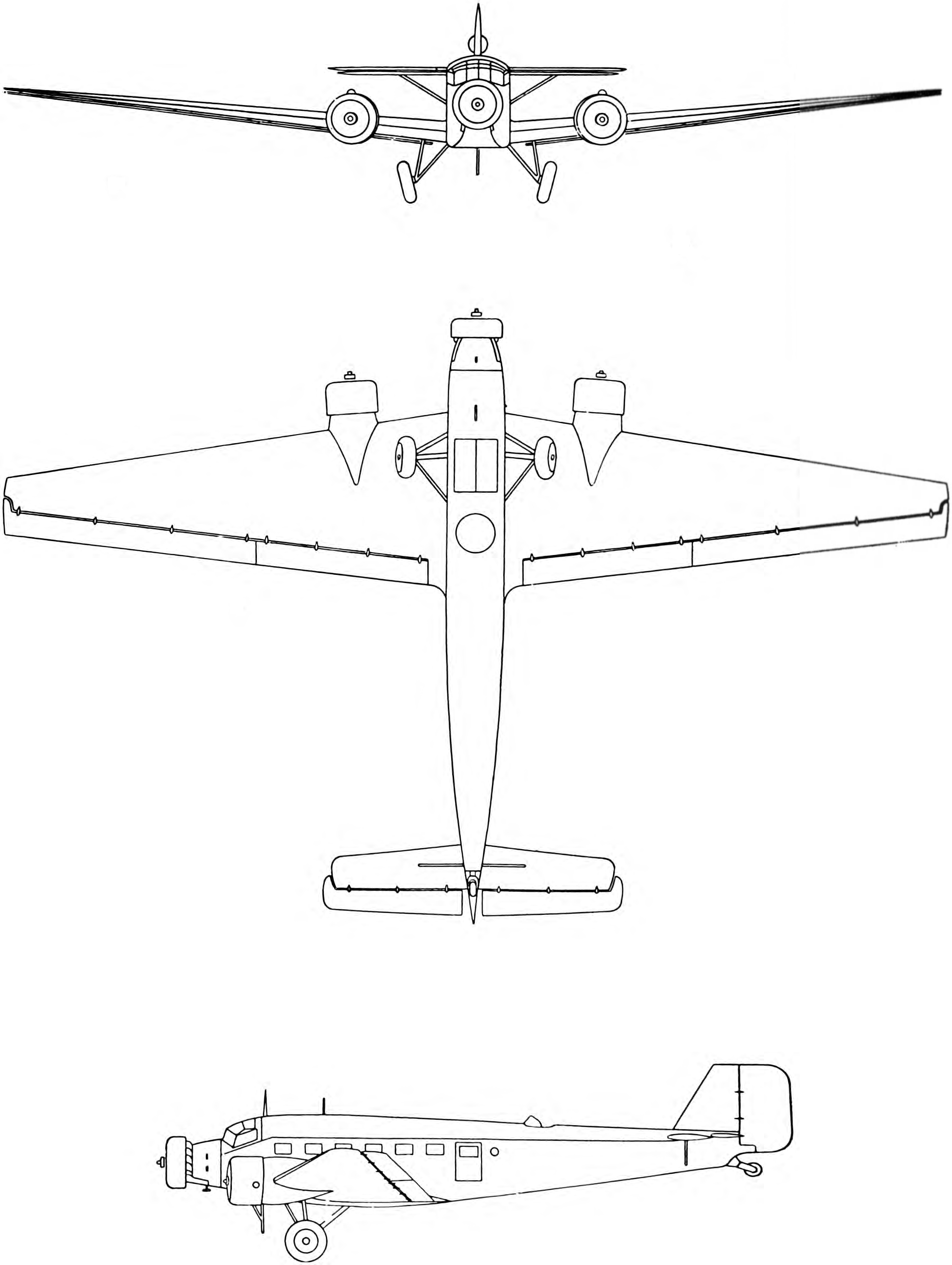
三面図

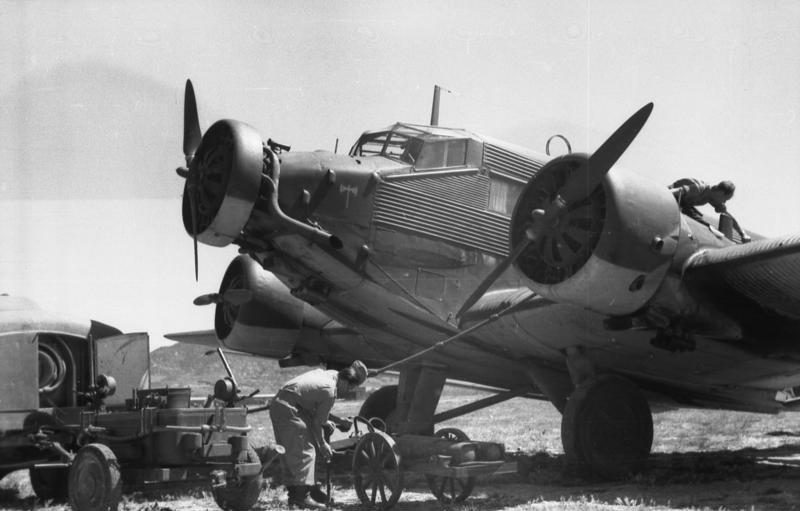
整備を受けるドイツ空軍のJu 52。機首の低弦タウンエンド・リングと主翼エンジンのNACAカウルが確認できる

Ju 52は片持ち式の主翼を持ち、その中間部分が胴体と一体化して機体下面を構成する低翼機である。主翼は4つのジュラルミン製鋼管骨格で形成された翼桁を持ち、外板には捻り剛性を高める波型加工が施されていた。主翼後縁に沿って外側部分が補助翼、内側がフラップとして機能する制御翼面があり、これらは主翼から若干離れて配置されており、外側の補助翼部分は翼端から僅かに突き出していた。この配置は内側のフラップ部分が失速速度を下げる効果を持ち、「二重翼」（独: Doppelflügel または Hilfsflügel）と呼ばれた。
支柱の付いた水平尾翼はホーン・バランス式の昇降舵を備えており、この昇降舵も翼端から突き出しており、水平尾翼との間に隙間があるが、これは飛行中に調整が可能であった。これら尾翼の外板も波型である。
Ju 52の特徴が第一次世界大戦中にユンカース社が開発し、機体構造を強化するジュラルミン製の波型外板である。胴体断面は天面がアーチ形状の長方形で、鋼管骨格で構成され、全体を波型金属外板が覆っている。胴体左側の乗降扉は主翼のすぐ後方に配置されており、この扉は貨物の搬入口としても機能し、扉の下半分は貨物の積み降ろし時にはプラットホームとしても利用することができた。キャビンの容積は17 m3 で、操縦席のすぐ後方まで窓が並んでいた。
2本の主脚は個別に胴体に固定されており、車輪のフェアリングは機体によって有無の違いがあった。胴体後部下面には固定式のテールスキッドを備えていたが、後に尾輪に変更されている。水上・雪上で使用するため主脚の車輪をフロートや橇に変更した機体も存在した。
初期に製造されたJu 52/1mはBMW IVまたはユンカース製液冷V12エンジンを搭載していた。しかし、単発では出力不足とみなされ、7機の試作機が製作されたのみで、その後の機体は全て3基の星型エンジンを搭載したJu 52/3mとして製造された。エンジンは当初、プラット & ホイットニー R-1690を3基搭載していたが、その後に生産されたモデルにはR-1690にライセンス生産先で改良が加えられたBMW 132（770馬力）が搭載された。輸出モデルにはプラット & ホイットニー R-1340やブリストル ペガサスIVが搭載された。
Ju 52/3mの主翼に搭載されたエンジンは半弦カウルを装備し、上から見ると若干外側に向き主翼前縁に対して直角に配置されているが（右平面図参照）、これはエンジンが故障した際に直進軌道を維持し易くする効果があった。3基のエンジンは、シリンダーからの抵抗を減らすためタウンエンド・リングかNACAカウルを装備していたが、両者を混合したタイプが最も一般的で、主翼エンジンにはNACAカウルを機首エンジンにはタウンエンド・リングを装備していた。戦前～戦時中に使用されていた機体ではエンジンの始動には、主脚の車輪ブレーキと共用の圧縮空気供給装置を使って始動させるエアスタート・システムを採用していた。
輸送機としては、通常の輸送任務時ならフル装備の兵士18人を、救急任務時は担架の負傷兵8人を乗せることが可能だった。
物資や人員を空中投下する際は、物資は250kgの物資投下容器に入れられた形で垂直懸吊式爆弾架からパラシュート投下され、空挺兵は胴体左側面の乗降扉から降下した。ケッテンクラートや空挺部隊用の大型火器など大型の貨物の場合、胴体下部外側に固定した状態で運搬し、4つのパラシュートを使って投下していた。
テールスキッドには軍用グライダー曳航用の連結器があり、DFS 230やGo 242滑空機を曳航することができた。

### 武装

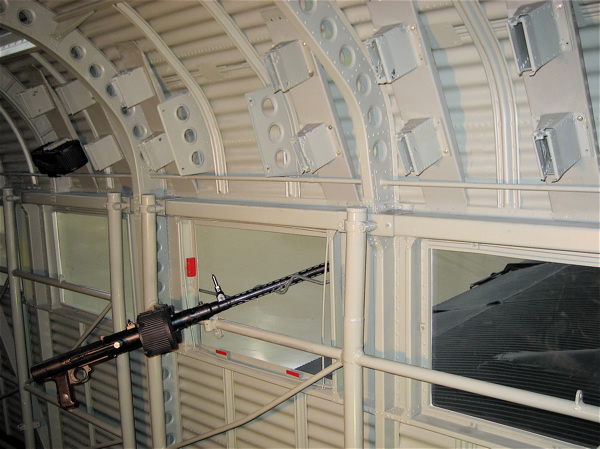
内部から見た機体側面に装備された防御用のMG15機関銃。機銃の左上に見えるのは予備弾倉。

防御兵装としてMG 15機関銃（後にMG 131）が装備された。装備位置は機体によって異なり、
- 胴体上面後部 (B-stand) の開放型回転式機銃架
- 胴体中央の左右窓 (D-stand)
- 胴体下部に「トプフ」（独: Topf=鉢、鍋）と呼ばれた手動式ウインチで機体に収納できるゴンドラ型機銃座 (C-stand)
- コクピット上面のB-standと同型の物やコンドルハウベ（独: Kondorhalbe）と呼ばれる風防付の機銃架

に1～4挺が装備されていた。
機体には最大1,500kgの爆弾を搭載可能な垂直懸吊式爆弾架が設けられており、これは地上への物資投下にも使用された。

### 挿話
Ju 52/3mは、その堅牢さから前線の兵士たちから「アイザネス・アニー」（独: Eisernes Annie = 鉄のアニー）、「タンテ・ユー」（独: Tante Ju = ユーおばさん）と呼ばれ親しまれた。その堅牢さを物語る、
- 飛行中に3基のエンジン中1基が故障した状態でもペイロードの85%の貨物を積んで飛行可能で、仮に単発の状態になっても高度2,000m以下なら80kmの距離まで飛行可能だった。
- スターリングラード攻防戦の際、1mの積雪の中に3週間埋まっていた機体を掘り出して、整備兵が手動でプロペラを回すとエンジンが起動し、そのまま飛行できた。

などのエピソードがある

## 運用歴

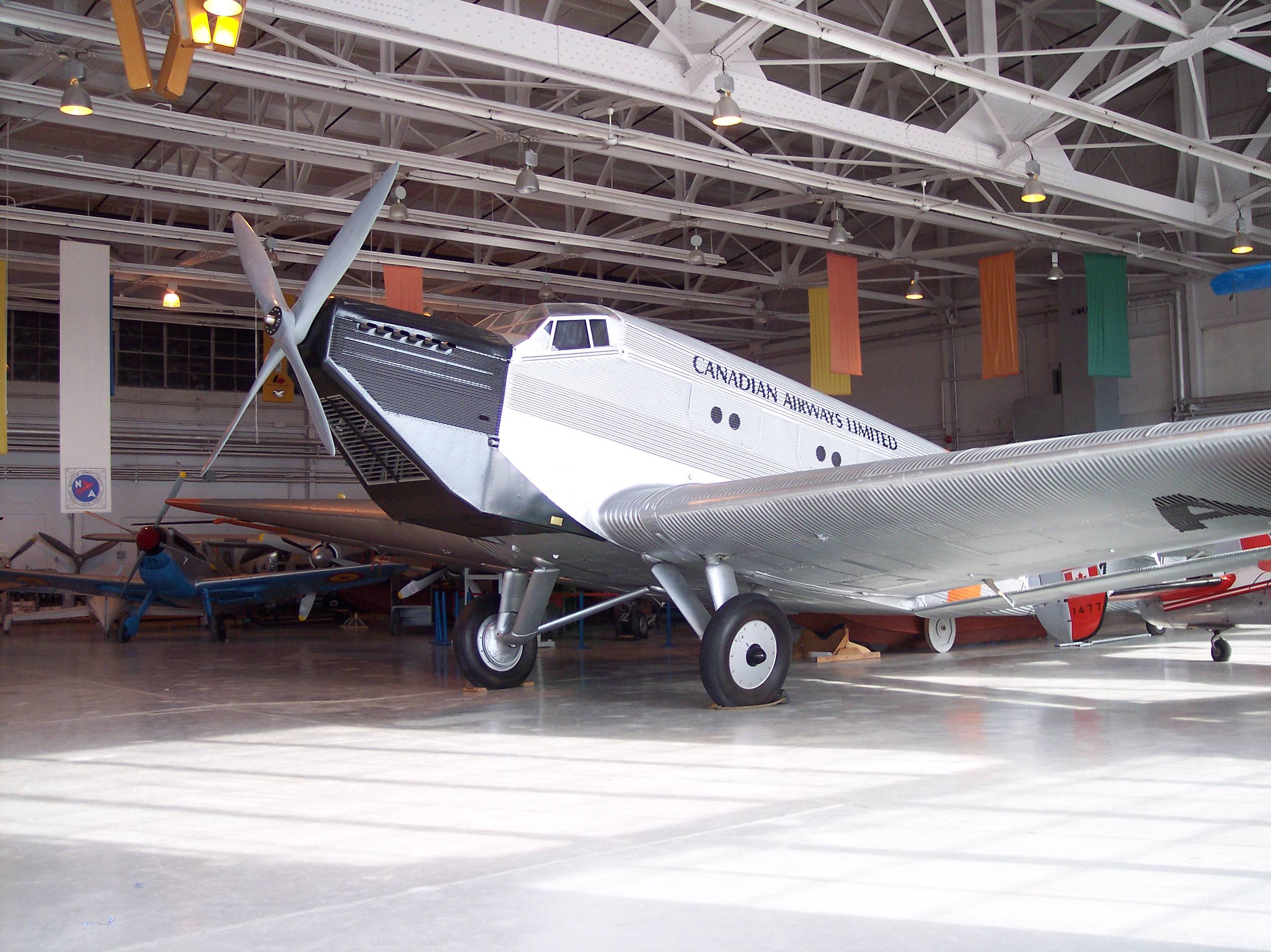
西部カナダ王立航空博物館に展示されているJu 52/1m "CF-ARM" （52/3mを改造したレプリカ）

### 戦前

#### 民間機
1931年末、カナディアン・エアウェイズはJu 52/1mの6番機（機体記号 CF-ARM、製造番号 4006）を購入した。この機体は、エンジンを当初のアームストロング・シドレー レオパードからロールス・ロイス バザードに換装し、約3tの貨物を運搬可能で、満載時の重量は7t（8英トン）だった。 カナダでは "フライング・ボックスカー（空飛ぶ貨車）" の愛称で呼ばれ、他の航空機では重過ぎて運べない機材を遠隔地の鉱山や作業所へ運搬するために使用された。。
1932年5月、ドイツのフラッグ・キャリアであるルフトハンザに同社初のJu 52/3mが納入された。ルフトハンザは多くのJu 52/3mを導入し、同機はベルリン - ローマ間を8時間で結ぶことができ、同路線とベルリン - ロンドン線で多用された。戦前期のルフトハンザは最終的に231機のJu 52を所有し、ドイツからヨーロッパ、アジア、南米を結ぶ様々な路線に就航させた。
1935年にナチス政権がユンカース社の経営を掌握するまでは、Ju 52/3mは17人乗りの旅客機として製造されていた。97機が様々な航空会社で運用され、当時の顧客企業にはフィンランドのアエロ・オイ、スウェーデンのABA、ブラジルのシンジカト・コンドル航空などがあった。

#### 軍用機
コロンビア空軍は1932年から1933年にかけてコロンビア・ペルー戦争で水上機仕様の3機のJu 52/3m de爆撃機を使用した。戦争後、同空軍は3機のJu 52/3m geを輸送機として導入し、これらの機体は、第二次世界大戦終了後も使用されていた。
ボリビア空軍はチャコ戦争中にJu 52/3mを導入し、主に医療後送と補給物資の輸送に使用した。戦争中、Ju 52/3mだけで計4,400tの物資を前線に輸送した。
1934年、ユンカース社に当時存在を秘匿されていたドイツ空軍の爆撃機部隊にDo 11が配備されるまでの暫定的な装備としてJu 52/3mの爆撃機への改造が命じられた。これらの機体は簡単な改造で輸送機に戻すことができた。Do 11の配備が打ち切られたため、Ju 52/3mは当初予想を遥かに上回る数が配備され、He 111、Ju 86そしてDo 17といった新型機が配備されるまでドイツ空軍の主力爆撃機を務めた。
ドイツ軍のJu 52はスペイン内戦で初めて実戦に投入された。1936年7月23日、ドイツからフランシスコ・フランコ率いる国民戦線側に20機のJu 52/3m g3eが参加した。その最初の任務はフランコ派のアフリカ軍団を共和国政府の海上封鎖を回避してモロッコからスペイン本土へ空輸する作戦（「火の魔法」作戦＝独: Unternehmen "Feuerzauber"）だった。Ju 52は7月20日から8月末までの間に、461回の飛行を行って7,350人の兵士と武器・装備を輸送し、9月には5,455人、10月初めに作戦が終了するまでにさらに1,757人を輸送した。Ju 52は国民戦線を支援する主要な軍事作戦のほとんどに参加し、非常に高い評価を得たという。爆撃機としても使用され、ゲルニカ爆撃にも参加したが、1937年後半に入ると爆撃機としては不十分と見做され、Do 17やHe 111など、より高性能な機体と交代していった。Ju 52の同内戦における最後の出撃は1939年3月26日である。内戦終結までにJu 52は総計13,000時間の作戦時間を重ね、5,400回の攻撃任務を遂行し、6,000発以上の爆弾を投下した。

#### 要人輸送機
アドルフ・ヒトラーは鉄道よりも飛行機での移動を好み、1932年のドイツ大統領選挙では遊説先への移動にルフトハンザのJu 52を使用していた。1933年に首相に就任すると、第一次世界大戦のエース、マックス・インメルマンに因んで「インメルマン」と名付けたJu 52（機体番号 D-2600）を自身の専用機とし、ハンス・バウアを専属機長に任命した。ヒトラーの権力が増すに従い、政府専用機を運用する帝国政府飛行隊 (独: "Reichsregierung" squadron) の規模も保有機数が50機近くにまで増加した。同飛行隊は主にJu 52で構成されており、ベルリン・テンペルホーフ空港を拠点とし、政府や軍の高官も利用していた。1939年9月、バウアの提案により総統専用機はFw 200に機種が更新（インメルマンII）されたが、初代「インメルマン」は予備機として第二次世界大戦終結まで保管されていた。
1930年代の中国における最大の航空会社である欧亜航空は、少なくとも7機のJu 52/3mを所有していた。これとは別にユンカース社が宣伝用に中国に持ち込んだ機体のうちの1機を中国国民党が購入し、蔣介石の専用機としていた。

### 第二次世界大戦

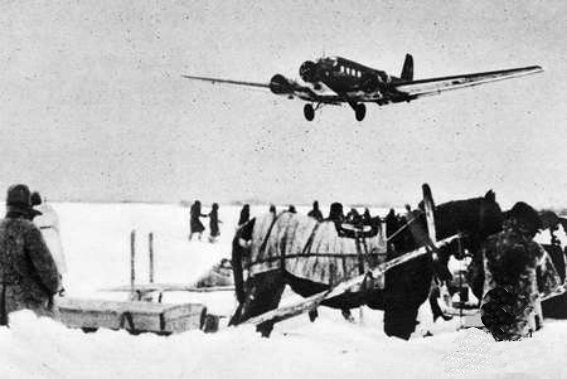
着陸態勢にはいるJu 52（1942年、スターリングラード）

ルフトハンザでの運用を通じてJu 52は極めて高い信頼性を示し、このことはドイツ空軍が同機を制式輸送機として採用する一因となった。1938年の時点で、第7航空師団の麾下には250機のJu 52を保有する5つの輸送飛行隊が存在していた。第二次世界大戦の開戦時点で空軍は552機のJu 52を保有していた。1939年～1944年の間に2,804機のJu 52が空軍に納入された。Ju 52の生産は1944年夏頃まで続き、終戦の時点で100～200機が使用可能な状態にあった。しかし、既にモノコック構造の新型航空機が出現しており、Ju 52は旧式の機体と化しており、輸送機としての効率面でも同時代のC-47や一〇〇式輸送機と比べて劣っていることは否めなかった。
軽武装で最高時速が265km/h（同時代のハリケーン戦闘機の半分）しか出せないJu 52は戦闘機の攻撃に非常に脆く、戦闘地域を飛行する場合、常に護衛機を必要とした。実際、多くの機体が輸送任務中に敵の対空砲や戦闘機に撃墜されており、特に1942年～1943年のスターリングラード攻防戦の終盤、窮地に陥ったドイツ第6軍への補給任務の際に最も多くの機体が撃墜された。Ju 52の喪失は結果として輸送力の低下を招き、戦線を拡大しすぎたドイツ国防軍にとって大きな痛手となった。特に、Ju 52のパイロットは主に飛行学校の教官が担っていたため、彼らを多数失ったことは、ドイツ空軍が弱体化する要因の一つとなった。

#### ポーランド侵攻
スペイン内戦終結後、Ju 52の爆撃機仕様は製造されなかった。1939年9月のポーランド侵攻では開戦当初のドイツ空軍はJu 52を主に地上軍のための輸送任務に使用していたが、9月5日のポーランド軍司令部への爆撃や9月25日のワルシャワ市街地への爆撃にはJu 52も使用された。

#### 北欧侵攻
1940年4月9日に開始されたデンマークとノルウェーへの侵攻作戦（ヴェーザー演習作戦）では第1戦闘航空団の第1中隊と第8中隊に所属する53機のJu 52が降下猟兵1個中隊と歩兵1個大隊をユトランド半島北部へ輸送し、ノルウェー南部での作戦を支援するために不可欠なオールボーの飛行場を占領した。また、作戦初期の数日間に数百機のJu 52がノルウェーへの兵員輸送に使用された。
同日、ノルウェーのオスロ飛行場と西郊フォーネヴの飛行場を占領に向かった29機のJu 52は悪天候のため引き返したが、撤退命令を敵の欺瞞行為と誤認した第2波の53機が占領されていない空港に強行着陸し、8時間に及ぶ戦闘の末に両空港を確保した。一方、スタヴァンゲルのソラ飛行場は労せずして確保に成功した。ドイツ軍が占領した港や空港には本国から次々と物資が運び込まれたが、その途中で中立国のスウェーデン領空を飛行した10機のJu 52が同国によって撃墜されている。
作戦中、Ju 52は合計3,018回出撃し、任務のうち1,830回は兵員輸送、残りは貨物やその他の物資の輸送であった。この作戦を通じて29,280名の人員、2,376tの物資、259,300ガロンの燃料がJu 52によって空輸され、作戦終了までに約150機が失われた。

#### オランダ・ベルギー侵攻
1940年5月10日、ベルギーとオランダへの侵攻が開始された。
Ju 52はエバン・エマール要塞の戦いで突撃部隊85名を乗せたDFS 230グライダーを曳航し現地上空まで輸送した。続いてベルギー南部で行われたニヴィ作戦（独: Unternehmen Niwi）では多くの機体がオランダ侵攻に投入されていた関係で参加したJu 52は数機だけで主にFi 156が兵士の輸送を担った
オランダ侵攻では、ハーグの戦いにおいて史上初の空挺部隊による大規模な航空攻撃を実施するという大役を果たした。この時は500機のJu 52がネーデルラントへの攻撃に備えて待機していたという。Ju 52は空挺部隊の降下に加えて、イペンブルグ空港やハーグ周辺の公道、マース川に直接降下して突撃部隊を展開した。
侵攻開始当初、多くのドイツ軍機がオランダ軍機の対空砲火によって撃墜され、Ju 52も計125機が失われ、47機が損傷したが、これはドイツ軍にとって比較的大きな損害であったと考えられている。Ju 52による空挺作戦は侵攻開始の数日後には大幅に縮小されたが、前線の地上部隊への補給任務は継続して行われた。
損失した機体を補充するため、ドイツ軍はオランダ国内に遺棄されていたJu 52の残骸から使えそうな部品を回収・再利用して、フォッカー社で生産を行わせたが、10月7日～8日夜にかけて行われたイギリス軍の爆撃によりその多くが失われた。
8月、ドイツ政府はリヨン、リール、アラスの空港にJu 52を大量配備することを決定した。この頃、ドイツ空軍ではイギリス本土侵攻を想定したアシカ作戦における輸送計画の策定を進めていたが、航空戦でドイツ側が優位を確保できなかったため作戦が実行されることはなかった。

#### バルカン戦線

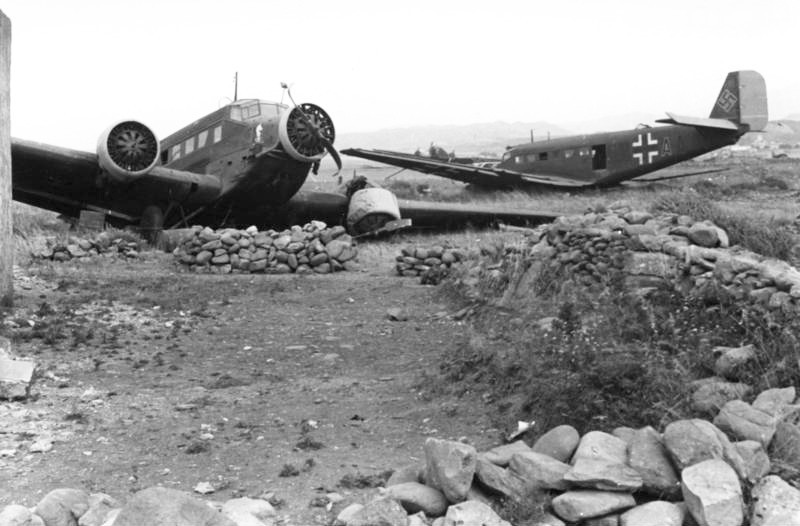
不時着したJu 52（1941年、クレタ島）

Ju 52はバルカン戦線において地上部隊の迅速な展開を可能にしたことで評価されている。
1940年12月10日、ギリシャ・イタリア戦争を戦うイタリア軍を支援するため53機のJu 52がナポリ北東のフォッジャに派遣された。以降、翌年2月までにJu 52は4,100回の輸送任務で兵員約3万名と物資約4,700tを運び、さらに約1万名のイタリアの負傷兵を後送したが、この間に1機の損失も出さなかったといわれる。
1941年5月下旬からのクレタ島の戦いには493機が投入され、この戦争でドイツ空軍が行った最大の空挺作戦のため動員された22,750名の兵員の大部分をクレタ島へ輸送した。戦闘には勝利したが、170機の航空機と4,500名の要員が失われた。

#### 北アフリカ戦線
1941年1月、ドイツ第10航空軍団の一部がリビアのトリポリタニアに進出すると、Ju 52はドイツ本国から地中海を超えての物資輸送を行った。11月にイギリス軍によるクルセーダー作戦が始まるとJu 52の損失が増え始め、12月9日にはイタリア軍のMC.202による誤射によりJu 52の搭乗員が死亡する事故も起こった。12月末ごろには北アフリカの飛行場にJu 52を含む枢軸側の機体が無傷または破壊された状態で遺棄されていたという。

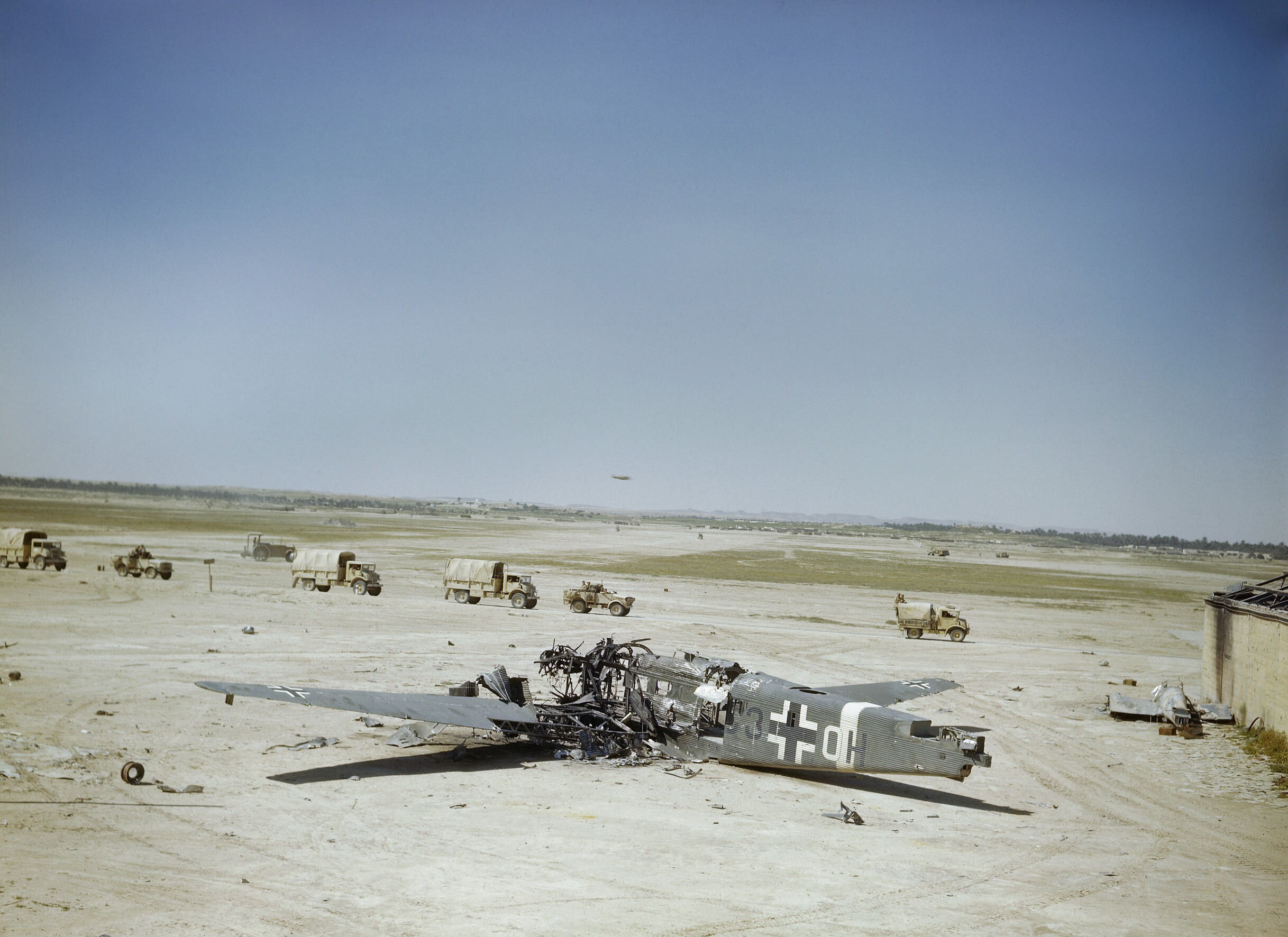
破壊されたJu 52（1943年3月、チュニジア）

1942年7月のエル・アラメインの戦いに敗れ、11月8日にはアメリカ軍も参戦してトーチ作戦作戦が始まり連合軍が地中海から上陸すると、激戦を支えるドイツ軍の空輸量は増加していった。11月にはシチリアからチュニジアへ1日で20～50回の飛行が行われた。しかし敵のレーダーと戦闘機を避けるためJu 52は海上30ｍの低空を飛行せねばならず、護衛機も十分ではなかった。
連合軍は1943年4月5日に枢軸側の地中海 - 北アフリカ間の空輸を阻むフラックス作戦を開始し、ボン岬半島近辺で11機のJu 52を撃墜し、さらにシチリアの飛行場を爆撃して多数の機体を破壊し、これにより飛行可能な機体は僅か29機となった。この日からの2週間で枢軸側は140機以上の航空機が撃墜されるという大惨事に見舞われ、4月18日には24機のJu 52が撃墜され、35機がシチリアへ不時着するという後に「パームサンデーの虐殺」と呼ばれる期間中最大の損害を出した。
この事態を受けて空軍総司令官ヘルマン・ゲーリングは輸送機部隊の運用を夜間に限ることを決定した。チュニジアに孤立したドイツアフリカ軍団を脱出させるべくJu 52による輸送が試みられたが、枢軸軍は5月12日に降伏した。この半年間にドイツ軍は約350機の航空機を失ったが、その多くがJu 52だったとされる。

#### 独ソ戦
バルバロッサ作戦の実施にあたり、ソ連国内では主要都市の間隔がヨーロッパより広く、それを繋ぐ道路の舗装率も低く、鉄道はドイツの車両が使えない広軌であることが問題とされ、ドイツ軍の輸送は主に航空機が中心となった。1941年6月下旬の記録によると、作戦に関わった航空艦隊のうちJu 52が配備されていたのは第4・第5航空艦隊麾下の3個飛行隊111機（可動数78機）だけだった。
1942年2月19日、デミャンスクとホルムでソ連軍に包囲されていた約10万人の将兵を支援するため約220機のJu 52や本国の訓練部隊のFw 200やJu 90まで投入した3か月に及ぶ空輸作戦が開始され、期間中に24,000tの物資と24万リットルの燃料が運ばれ、約22,000名の負傷兵が後方へ運び出された。5月18日の時点でドイツ軍は106機のJu 52を失ったが、将兵たちの多くが脱出に成功した。
11月19日、スターリングラードで第6軍がソ連軍に包囲されると、補給を担当する第4航空艦隊と第VIII航空軍では合計320機のJu 52と30機のHe 111を用意した。ドイツ側はデミャンスクでの成功体験から350機の輸送機で1日に500tの物資を送れば持ち応えられると計算していたが、実際に必要とされていた物資は1日700tであった。ドイツ軍は11月24日～翌年2月2日の間に3,400回の飛行を行い、266機のJu 52を失うという犠牲を払ったが、運ばれた物資の量は1日平均94tと輸送作戦は完全な失敗に終わった。
1944年1月～2月、ソ連軍に包囲されたウクライナのコルスンに1月31日からの17日間でJu 52は約2,000tの物資を運び、42,000人の兵士を脱出させた。この戦いでは32機が失われ、113機が損傷した。4月12日からセヴァストポリへJu 52（8個飛行隊、1個中隊）を含む12個飛行隊による空輸作戦が行われ、21,000名の将兵が脱出に成功した。

#### 大戦末期
ノルマンディー上陸作戦直前の1944年5月31日付のドイツ側の記録によると、空軍の稼働中の輸送機719機中413機をJu 52が占めていた。連合軍のノルマンディー上陸以降、フランス国内の鉄道が使用不能となったため、空輸だけがドイツ軍の頼みの綱となった。
8月25日、ルーマニアが連合軍に寝返り、同国内にあったJu 52の多くが接収された。12月27日～翌年2月9日にかけてソ連軍に包囲されたブダペストにドイツ軍とハンガリー軍のJu 52による物資の空輸が行われたが、空中投下された物資の多くは敵の手に落ちた。
1944年12月17日、バルジの戦いにおけるドイツ軍の空挺作戦「シュテッサー作戦」に67機のJu 52が投入されたが、積載重量を超過していた1機が離陸時に大破し、2機が敵夜間戦闘機に撃墜され、少なくとも8機が対空砲火で撃墜された。
1945年4月、東部戦線ではソ連軍に抵抗を続けるドイツの拠点が点在しており、これに対する空輸はソ連の対空砲を避けて夜間に行われた。空輸は5月4日のドイツ降伏まで続けられたが、この間に165機の輸送機が失われ、その多くがJu 52だった。

### 戦後
大戦終結後、残存していたJu 52のほとんどは破壊されてしまったが、破壊をまぬかれたり修理された少数のJu 52は軍用機・民間機として運用され続けた。
また1945年以降、ドイツ国外で585機が新たに製造された。フランスではユンカース傘下のアヴィオン・アミオ社で戦時中から製造されていた機体が、戦後もAAC.1 トゥカンとして製造が続けられた。スペインでもCASAがCASA 352 / 352Lとして製造を続け、現在でも4機が飛行可能であり、現役で使用されている。
1956年、既に輸送機としてJu 52を使用していたポルトガル空軍は後にBCP（伯: Batalhão de Caçadores Páraquedistas＝降下猟兵大隊、現在のエリパラ (RPára)) として知られることになる精鋭空挺部隊を新設するにあたり同部隊の降下作戦用の機体としてJu 52を採用し、ポルトガル植民地戦争で実際に使用したが、1966年以降、順次退役していった。

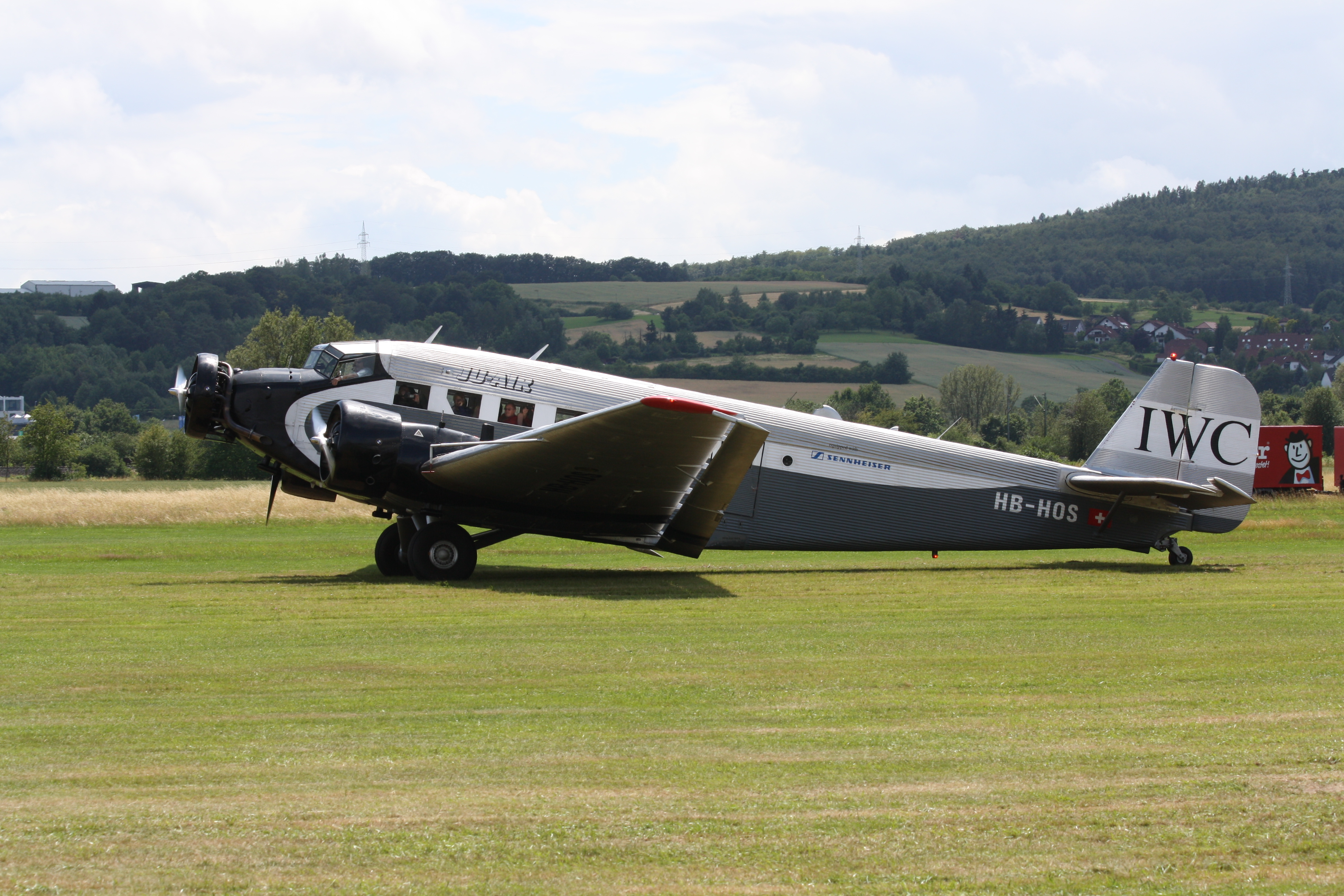
Juエア社が所有する元スイス空軍のJu 52/3m（機体記号 HB-HOS）

スイス空軍では1939年からJu 52を使用し、1982年に最後の3機が退役したが、これは同機を使用した軍の中でも最長の使用年数だと考えられている。 退役時に機体の購入を希望する博物館もあったが、軍は売却を拒否した。 現在、機体はスイスの航空会社Juエアが所有し、観光客向けの遊覧飛行に使用されている。
フランス空軍も限定的ではあるが、第一次インドシナ戦争でJu 52をゲル化ガソリンを詰めたドラム缶を投下する簡易爆撃機として使用している。
スペイン空軍は1970年代まで同国で製造されたJu 52を所有し、ムルシアのアルカンタリーリャ空軍基地を拠点とする第721飛行隊で空挺部隊の訓練に使用されていた。

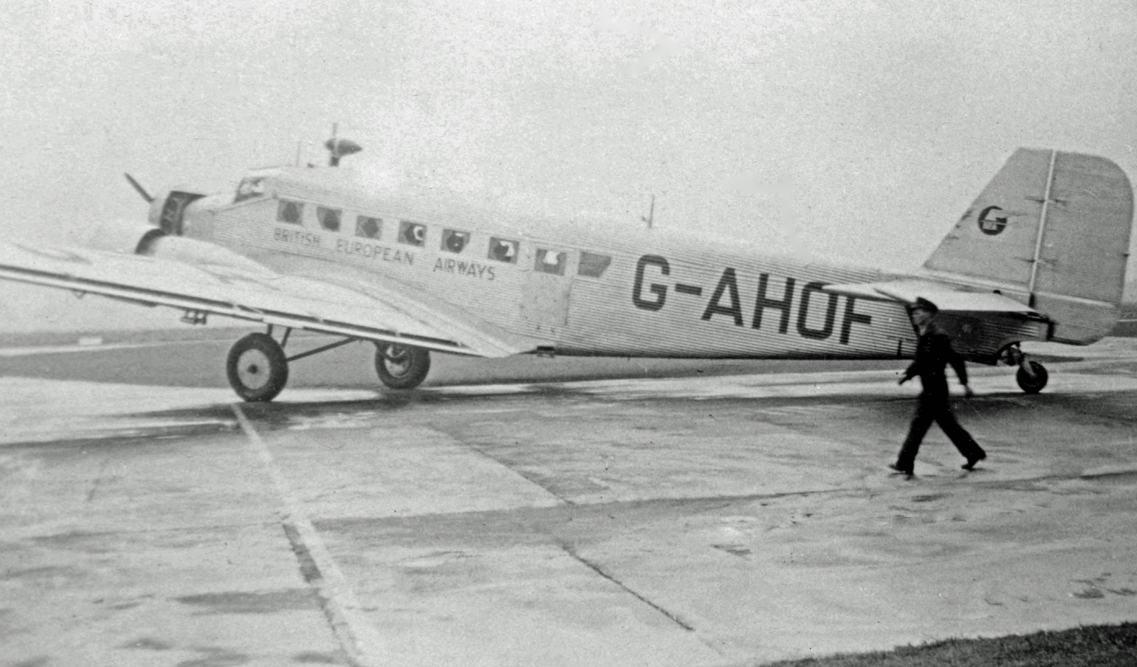
英国欧州航空所属のJu 52/3m（1947年）

軍で使用されていた機体が民間で使用された例もあった。英国欧州航空ではDC-3が導入されるまでの繋ぎとして1946年～1947年の間、イギリス空軍がドイツ空軍から接収した11機のJu 52/3m g8eを国内線で運航していた。エールフランスなどフランスの航空会社も、1940年代後半～1950年代前半にかけてJu 52を自国でライセンス生産されたAAC. 1を使用していた。
ソビエト連邦では鹵獲されたJu 52が民間航空管理局（現在のアエロフロート）に配属され、主にカラクム砂漠で採掘された硫黄の輸送に使用された。他にも1950年までソ連の様々な機関でJu 52が使用されていた。
Ju 52とDC-3は、ベルリン・テンペルホーフ空港の運行業務が終了する2008年10月30日に同空港を最後に離陸した機体となった。
2009年夏にルフトハンザドイツ航空が定期遊覧飛行を復活させた。

## 派生型
Ju 52の派生型は「ユンカース社方式」と「ドイツ空軍方式」（後述）の2通りの方式で分類される。ユンカース社方式は製造シリーズと搭載エンジンによる分類法で非常に種類が多い。
- 民間機：「Ju 52 (1m / 3m) + アルファベット2～3文字」で表記される。1文字目 (b-d, f-h, k-n, r-t) が13の製造シリーズを示し、2・3文字目 (a, e, i, ai, ao, o[注釈 6]) がエンジンの種類を示している[64]。
- 軍用機：「Ju 52/3m g（数字）e」で表記される。数字 (3-10, 12, 14) は装備の違いを示す[64]。

以下の一覧はこの方式で表記する。

### 民間用
出典：

#### Ju 52/1m
単発機として12機が試作され、うち7機が完成。
Ju 52/1m ba
試作1号機（製造番号 4001、機体記号 D-1974）。エンジンはユンカース L88。1930年9月3日に初飛行
Ju 52/1m be
エンジンをBMW VII aUに換装
Ju 52/1m do
ユンカース ユモ204ディーゼルエンジンのテストベッド
Ju 52/1m bi
試作2号機（製造番号 4002、機体記号 D-2133）。エンジンはアームストロング・シドレー レオパード。木製2枚プロペラ
Ju 52/1m ci
水上機型
Ju 52/1m di
詳細不明
Ju 52/1m ce
試作3号機（製造番号 4003、機体記号 D-USON）と4号機（製造番号 4004、機体記号 D-2317）。4号機は売却され、スウェーデンでK 45雷撃機（後述）に改造。
Ju 52/1m cai
試作5号機（製造番号 4005、機体記号 D-2356）。エンジンはBMW IX U。1933年5月に墜落事故で喪失。
Ju 52/1m cao
試作6号機（製造番号 4006、機体記号 CF-ARM）。エンジンはロールス・ロイス バザード。カナディアン・エアウェイズ社に売却。

#### Ju 52/3m
試作機はJu 52/1mの試作7号機を改造し、P&W R-1340エンジン（550馬力）3基を搭載したもの。1932年3月7日に初飛行。
Ju 52/3m ba
当時の国際航空連盟会長ジョルジェ＝ヴァレンティン・ビベスク公爵に贈られた特別仕様機。機首にイスパノ・スイザ 12Yエンジン（750馬力）、両主翼に同社製12mB型エンジン（567馬力）を搭載。内装も豪華で座席は革製だった。
Ju 52/3m ce
最初に量産された貨物機タイプ。P&W R-1690もしくはBMW 132エンジンを搭載
Ju 52/3m ci
P&W R1340エンジンを搭載し、3翅の可変ピッチプロペラを装備。スウェーデン向けに設計されたが、製造されず。
Ju 52/3m de
ボリビアとコロンビア向けに未組立のJu 52/1mの機体から改造された水上機。
Ju 52/3m fe
BMW 132A-33基を搭載し、シャシーの強化と主翼エンジンにNACAカウルを装備した改良型。
Ju 52/3m f1e
DVS（ドイツ飛行士学校）の訓練機仕様。Ju 52/1mから改造。
Ju 52/3m ge
BMW 132Aエンジンを搭載した旅客機仕様。
Ju 52/3m ho
ユモ 205Cエンジンを搭載。2機製作。テスト飛行のみ。
Ju 52/3m kao
主翼のBMW 132Aおよび機首の132F、132Nエンジンのテストベッド。
Ju 52/3m l
P&W R-1690S1EG（656馬力）3基を搭載。
Ju 52/3m lu
イタリア輸出仕様。前半はピアッジオ ステラ P.Xエンジン、後半はアルファロメオ 126RC/34エンジンを搭載。
Ju 52/3m mao
kao型にNACAカウリングとVDM製可変ピッチプロペラを装備。
Ju 52/3m nai
スウェーデンとイギリス向け輸出仕様。エンジンはR-1340。NACAカウルとハミルトン製可変ピッチプロペラを装備。
Ju 52/3m reo
南アフリカ向け輸出仕様。エンジンはBMW 132Da/Dc。
Ju 52/3m sai
南アフリカおよびスウェーデン向け輸出仕様。エンジンはR-1340。
Ju 52/3m te
旅客機型。エンジンはBMW 132K。
Ju 52/3m Z-5
フィンランド向け輸出仕様。エンジンはBMW 132-Z3。

### 軍用
出典：
Ju 52/3m g3e
BMW 132A-3（プラット & ホイットニー R-1690改良型、725馬力）星型エンジンを搭載し、改良型無線機と爆弾投下機構が装備された軍用機仕様。
Ju 52/3m g4e
テールスキッドを尾輪に置き換えた改良型。
Ju 52/3m g5e
外見はg4e型と似ているが、エンジンがBMW 132T-2（830馬力）に換装され、主脚が装輪・スキッド・フロートに交換可能になっている。
Ju 52/3m g6e
無線機の増設と自動操縦装置が追加され、掃海作業用の消磁リングも装備可能となった。
Ju 52/3m g7e
自動操縦装置が改良され、貨物室の扉が大型化された。
Ju 52/3m g8e
外見はg6e型と同じだが、無線機や無線測位装置が改良されている。
Ju 52/3m g9e
g4e型の北アフリカ戦線仕様。尾部にグライダー牽引フックが追加され、足回りも強化された。
Ju 52/3m g10e
外見はg9e型と同じ。解氷装置が撤去された。
Ju 52/3m g11e
g10e型に解氷装置を再設置したもの。
Ju 52/3m g12e
BMW 132Lエンジンを搭載した短距離輸送機仕様。
Ju 52/3m 12e
ルフトハンザ向けに製造されたg12e型の民間機仕様。
Ju 52/3m g13e
詳細不明。
Ju 52/3m g14e
外観はg8e型に似ているが、装甲が強化されている。ドイツ国内で製造された最終型。

#### ドイツ空軍での分類法
ドイツ空軍では使用目的別でJu 52/3mを以下の6つのタイプに分類していた。
- E型：汎用輸送機。キャビンに座席はなく前部と後部の補助席のみ。
- R型：連絡機。キャビンの座席配置は、独立した前向きの座席が7×2列。
- H型：会議用機。キャビンの座席配置は、前から後ろ向きの座席が一つとテーブルを挟んで前向きの座席が4×2列。
- St型：部隊輸送機。キャビンの座席配置は、独立した前向きの座席が4×2列と前部と後部に補助席。
- S型：救急輸送機。座席はなく、左右の壁に担架を乗せるための折り畳みの台もしくはベッドが2つずつ、床に担架固定具が4つ装備され、患者8名を寝かせたまま輸送可能。
- F型：空挺部隊用輸送機。キャビン最前列に懸吊式爆弾架を4つ装備可能で、その後ろに折り畳み座席が向かい合わせで6×2列。

#### 掃海型 (Ju 52MS)

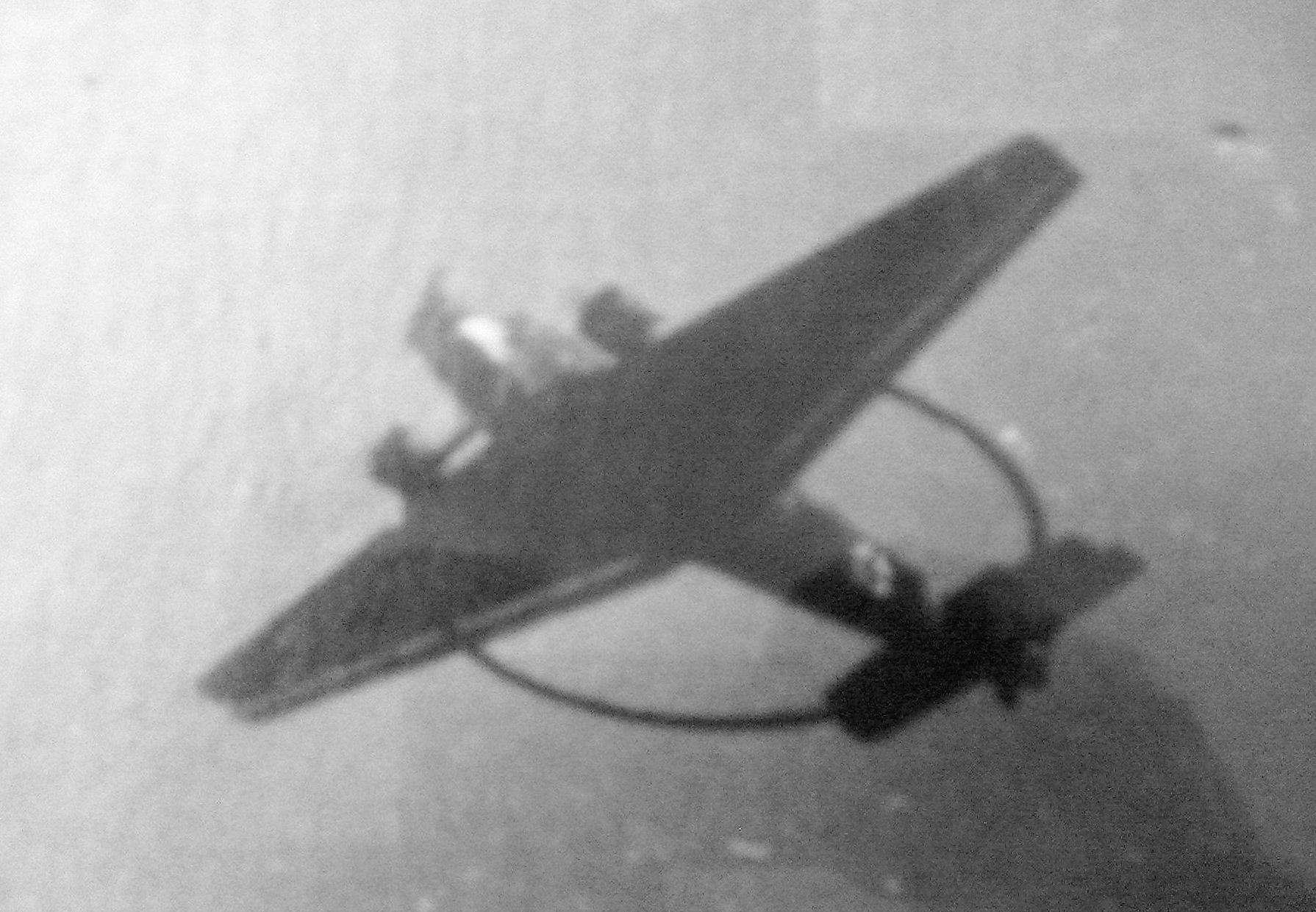
磁気リングを装備したJu 52MS掃海機

1940年4月のノルウェー侵攻後、イギリスが北海とバルト海の間に敷設した機雷の除去作業への協力を海軍から要請されたドイツ空軍は海中の機雷を誘爆させる強力な磁力発生リングを装備した航空機による掃海作業を考案した。リングと発電機、その動力となるエンジンを搭載する空間と機体の強度を考慮した結果、BV 138飛行艇とJu 52を改修した掃海機が開発され、中でもJu 52を基とした機体が最も多かった。
機体下に直径14.3（または14.6）mの磁気発生リングを装備した掃海機群は "ミーネンズーフ" （独: Minensuch = 掃海型）と呼ばれ、 "MS" (Minensuch) の接尾辞がふられていた。その形状から搭乗員からは "マウス・シュライフェ"（独: Maus-Schleife = ネズミのリボン）と呼ばれた。また掃海機は常に2機一組で任務にあたることから "エアパー"（独: Ehepaar = 夫婦）と呼ばれ、そのリングは "フェローブングスリング"（独: verlobungsring = 婚約指輪）と呼ばれていた。

### その他
AAC.1 トゥカン
大戦後にフランスで生産されたJu 52/3m g11e型。415機が生産された。
CASA 352
大戦後にスペインで生産された機体。106機が生産。
CASA 352L
CASA 352にスペイン製ENMA ベータB-4（BMW 132のライセンス生産品、775馬力）を搭載した機体。64機が生産。
C-79
アメリカ陸軍航空軍が所有していた機体に便宜的にふられた番号。
D52
チェコスロバキア人民空軍所属機に使用された符号。
T2B
スペイン空軍所属機に使用された符号。
Tp 5
スウェーデン空軍所属機に使用された符号。
K 45c
スウェーデンのリムハムンにあったユンカース社の工場においてJu 521/mの試作4号機（Ju 52/1m ce、製造番号 4004）を雷撃機に改造したもの。

## 諸元

### Ju 52/1m
出典: 
諸元
- 乗員: 2 名
- ペイロード: 3,000 kg
- 全長: 18.50 m
- 全高: 4.65 m
- 翼幅: 29.00 m
- 基本離陸重量: 6,000 kg
- 最大離陸重量: 7,000 kg
- 動力: BMW VII 、 （685 馬力）   × 1基

性能
- 最大速度: 196 km/h
- 巡航速度: 160 km/h
- 航続距離: 1,500 km
- 巡航高度: 3,800 m

### Ju 52/3m g3e
出典: 
諸元
- 乗員: 2 名
- 定員: 17 名
- 全長: 19 m
- 全高: 5.5 m
- 翼幅: 29 m
- 翼面積: 110.50 m2
- 空虚重量: 5,720 kg
- 有効搭載量: 9,500 kg
- 最大離陸重量: 10,499 kg
- 動力: BMW 132A-3 9気筒空冷星型エンジン、 （725 馬力）   × 3基

性能
- 最大速度: 

  - 265.6 km/h（海面高度）
  - 276.8 km/h（高度910 m）
- 巡航速度: 

  - 246 km/h（高度910m）
  - 209 km/h（経済巡航速度）
- 航続距離: 998 km
- 実用上昇限度: 5,900 ｍ
- 上昇率: 3.9 m/s
- 翼面荷重: 83.35 kg/m2
- 最大馬力荷重（プロペラ）: 7.89 Kg/ps

武装
- 固定武装: 

  - 上面：7.92mm MG 15 機関銃または13mm MG 131 機関銃座（露出式）×1～2基
  - 側面：7.92mm MG 15 機関銃×2挺
  - 下面：7.92mm MG 15 機関銃座（収納式）×1基
- 爆弾: 最大1,500 kg

## 運用国
Ju 52は以下の国・地域の軍・政府機関・民間企業で使用されていた。
- アメリカ合衆国
- アルゼンチン
- イギリス
- イタリア王国
- ウルグアイ
- エクアドル
- エストニア
- オーストリア
- カナダ
- ギリシャ
- クロアチア独立国
- コロンビア
- シリア
- スイス
- スウェーデン
- スペイン
- スロバキア共和国
- ソビエト連邦
- チェコスロバキア
- 中華民国
- チリ
- デンマーク
- ドイツ国
- ドイツ
- トルコ
- ニューギニア
- ノルウェー
- ハンガリー王国
- ブラジル
- ブルガリア王国
- フランス
- フィンランド
- ペルー
- ベルギー
- ベルギー領コンゴ
- ポーランド
- ボリビア
- ポルトガル
- 南アフリカ連邦
- ユーゴスラビア
- ルーマニア王国
- レバノン

## 事件・事故
Ju 52が関係した事件・事故は非常に多いため、その一部を挙げる。

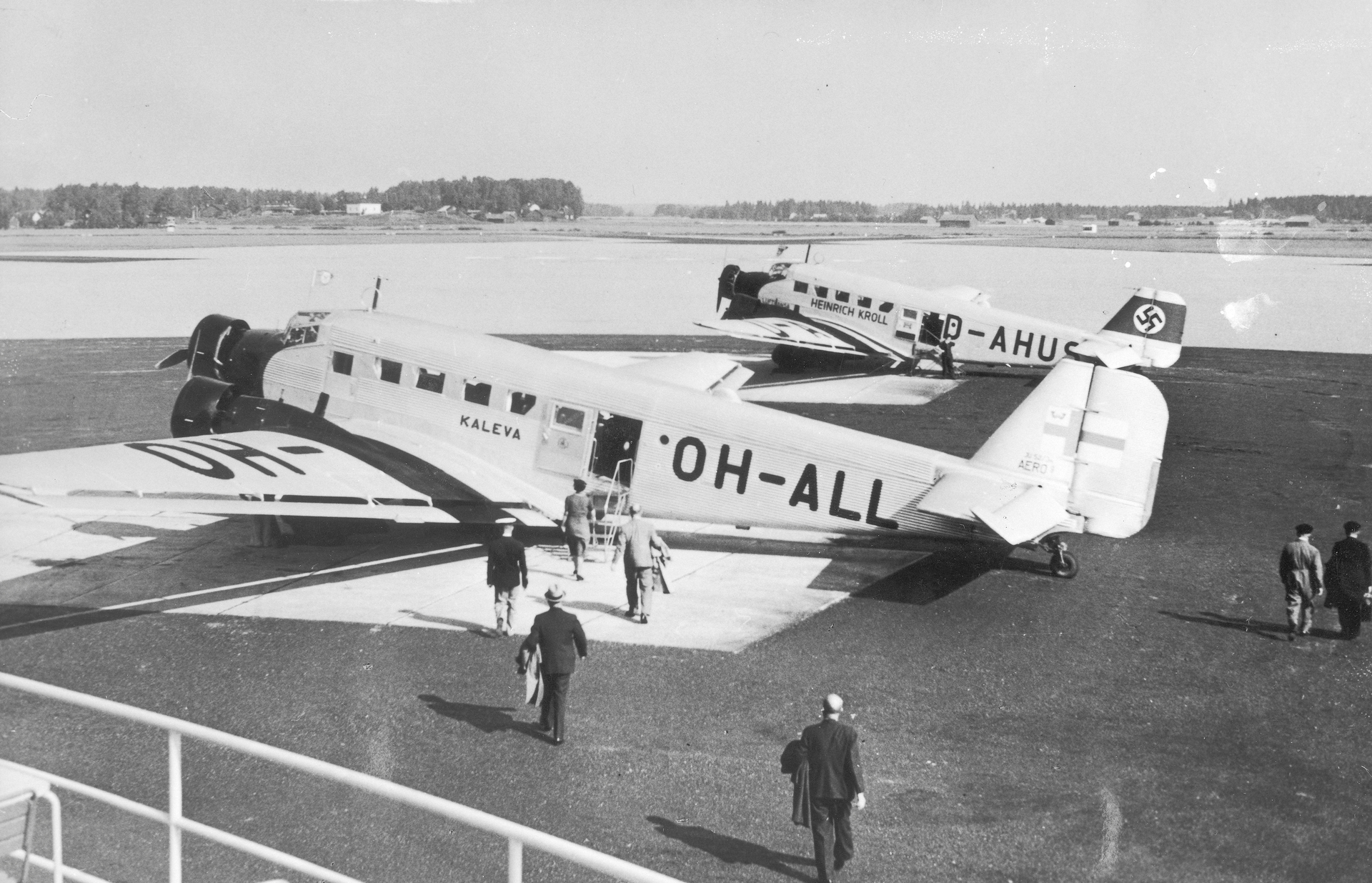
ソ連に撃墜された「カレバ号」（手前）

- ハヴォーン号墜落事故（英語版）：1936年6月16日、ノルウェー航空（英語版）機「ハヴォーン（製造番号 4077、機体記号 LN-DAE）」がノルウェー・ヴェストラン県のリヘステン山（ノルウェー語版）に衝突し、乗員乗客7名全員が死亡[81]。
- オーステンデ墜落事故（フランス語版）：1937年11月16日、ミュンヘンからロンドンへ向かっていたサベナ航空機（製造番号 5827、機体記号 OO-AUB）がベルギーのオーステンデ近郊に墜落し、ヘッセン大公家の一族と関係者9名を含む搭乗者11名全員が死亡[82]。
- カレバ号撃墜事件（フィンランド語版）：1940年6月14日、アエロ・オイ機「カレバ号（製造番号 5494，機体記号 OH-ALL）」がフィンランド湾上空でソビエト連邦軍機に撃墜され、乗員乗客9名が死亡[83]。
- Ju 52ソ連領空侵入事件（ロシア語版）：1941年5月15日、ソ連が購入したJu 52/3mがソ連当局の許可を得ずにケーニヒスベルク - モスクワ間を飛行し、ソ連側で関係者が処罰された。
- ヨアヒム・ブランケンブルク号失踪事件（ドイツ語版）：1944年2月21日、エヴィア島沖のエーゲ海で16人が乗ったルフトハンザ機「ヨアヒム・ブランケンブルク（製造番号 6561、機体記号 D-AWAS）」が失踪[84]。海に墜落したと考えられている。
- スナローヤ墜落事故（ノルウェー語版）：1946年5月22日、ノルウェー航空機（製造番号 6048、機体記号 LN-LAB）がオスロ・フィヨルドのスナローヤ半島に墜落し、乗員乗客13名全員が死亡。[85]
- 2018年Juエア Ju 52墜落事故：2018年8月4日、スイス南東部グラウビュンデン州にて遊覧飛行中のJuエア（ドイツ語版）機（製造番号 6595，機体記号 HB-HOT）が墜落、乗客乗員20人全員が死亡した[86][87]。

## 現存する機体

### 動態保存
アメリカ合衆国
CASA 352L（製造番号：T.2B-176）
バージニアビーチ軍事航空博物館 (MAM) が所有。コメモレイティブ・エアフォース所有機を2010年8月にMAMが取得。エンジンがP&W R-1340に、プロペラが3枚羽に換装されている
 フランス
CASA 352（製造番号：103、機体記号：F-AZJU）
ジャン＝バティスト・サリス財団（エソンヌ県セルニー）が所有
 南アフリカ共和国
CASA 352L（製造番号:T.2B-273）
南アフリカ航空博物館（ハウテン州ジャーミストン）が所有。南アフリカ航空創立50周年を記念してイギリスから購入したもの。

### 静態保存
| 国           | 所蔵（所在地）                                                                            | 機体（製造番号）                          | 備考                                                                                           | 出典                  |
| ------------ | ----------------------------------------------------------------------------------------- | ----------------------------------------- | ---------------------------------------------------------------------------------------------- | --------------------- |
| ドイツ       | ドイツ博物館（ミュンヘン）                                                                | AAC.1 (363)                               |                                                                                                | [ 91 ]                |
| ドイツ       | ミュンヘン空港公園エリア                                                                  | CASA 352L (T.2B-144)                      | 屋外展示                                                                                       | [ 94 ]                |
| ドイツ       | Verein fur Historische Luftfahrzeuge （メンヒェングラートバッハ）                         | AAC.1 (6326)                              | ドイツ連邦軍から貸与                                                                           | [ 95 ]                |
| ドイツ       | フーゴー・ユンカース技術博物館（デッサウ）                                                | Ju 52/3m g4e (6134)                       |                                                                                                | [ 96 ]                |
| ドイツ       | Ju-52博物館（ヴンストルフ）                                                               | Ju 52/3m g4e (6693)                       |                                                                                                | [ 97 ]                |
| ドイツ       | シュパイアー技術博物館                                                                    | Ju 52/3m g4e (6821) CASA 352L (T.2B-209)  |                                                                                                | [ 91 ] [ 98 ]         |
| ドイツ       | Quax財団 (ドイツ語版) （ビューレン）                                                      | Ju 52/3m g8e (130714)                     | DLBS財団から寄託 元は航空作家マーティン・ケイディンが所有 エンジンがP&W R-1340に換装されている | [ 91 ] [ 99 ] [ 100 ] |
| ドイツ       | ドイツ技術博物館（ベルリン）                                                              | Ju 52/3m te (T.2B-108)                    |                                                                                                | [ 101 ]               |
| ドイツ       | ヘルメスカイル航空機博物館                                                                | CASA 352L (T.2B-127)                      |                                                                                                | [ 102 ]               |
| ドイツ       | ジンスハイム自動車・技術博物館                                                            | CASA 352L (T.2B-140) CASA 352L (T.2B-257) |                                                                                                | [ 103 ] [ 104 ]       |
| アメリカ     | 国立アメリカ空軍博物館（デイトン）                                                        | CASA 352L (T.2B-244)                      | 1971年、スペイン政府より寄贈                                                                   | [ 105 ]               |
| アメリカ     | スティーブン・F・ウドヴァー＝ヘイジー・センター （バージニア州シャンティリー）            | CASA 352L (T.2B-255)                      |                                                                                                | [ 106 ]               |
| アメリカ     | ファンタジー・オブ・フライト （フロリダ州ポークシティ）                                   | CASA 352L (T.2B-262)                      |                                                                                                | [ 91 ]                |
| アルゼンチン | アルゼンチン国立航空博物館（モロン）                                                      | Ju 52/3m ge (T-158)                       |                                                                                                | [ 91 ]                |
| イギリス     | コスフォード王立空軍博物館（シュロップシャー）                                            | CASA 352L (T.2B-272)                      |                                                                                                | [ 107 ] [ 108 ]       |
| カナダ       | 西部カナダ王立航空博物館（ウィニペグ）                                                    | CASA 352L (T.2B-148)                      | Ju 52/1mに改造                                                                                 | [ 109 ]               |
| コロンビア   | コロンビア航空宇宙博物館 （クンディナマルカ県トカンシパ）                                 | Ju 52/3m g4e (FAC-625)                    |                                                                                                | [ 110 ]               |
| スペイン     | スペイン航空宇宙博物館（マドリード）                                                      | CASA 352L (T.2B-211) CASA 352L (T.2B-254) |                                                                                                | [ 111 ]               |
| スペイン     | トレホン・デ・アルドス空軍基地（マドリード）                                              | CASA 352L (T.2B-246)                      |                                                                                                | [ 91 ]                |
| セルビア     | ベオグラード航空博物館                                                                    | AAC.1 (7208)                              |                                                                                                | [ 112 ]               |
| ノルウェー   | ノルウェー航空博物館（ボードー）                                                          | Ju 52/3m g3e (6306)                       |                                                                                                | [ 113 ]               |
| ノルウェー   | ノルウェー軍用機コレクション （アーケシュフース県ガーデモエン）                           | Ju 52/3m g4e (6657)                       |                                                                                                | [ 114 ]               |
| フランス     | Association des Mécaniciens Pilotes d'Aéronefs Anciens （ブレティニー＝シュル＝オルジュ） | Ju 52/3m g7e (6311)                       | 2011年にシントラ航空博物館より譲渡                                                             | [ 115 ]               |
| ベルギー     | 王立軍事博物館（ブリュッセル）                                                            | Ju 52/3m g7e (6309)                       |                                                                                                | [ 91 ]                |
| ポーランド   | ポーランド航空博物館（クラクフ）                                                          | AAC.1 (48)                                |                                                                                                | [ 116 ]               |
| ポルトガル   | シントラ航空博物館                                                                        | Ju 52/3m g3e (6304)                       |                                                                                                | [ 91 ]                |

### 修復中
2021年現在、以下の3機がスイスのJuエアで飛行可能な状態へ向けて修復中である。
- Ju 52/3m g4e（製造番号：A-701）
- Ju 52/3m g4e（製造番号：A-703）
- CASA 352L（製造番号：T.2B-165） 以前はデュッセルドルフ空港で一般公開されていた（機体記号D-CIAK）。[91]

## 復活
Ju 52/3mの初飛行から90年にあたる2022年4月、ユンカース社はJu 52の後継モデルとなる最新型のRED A03エンジンと最新のアビオニクスを搭載した14人乗り飛行機Ju 52NG (New Generation) を発表した。発売は2025年を予定している。

## 登場作品

### 映画
- 『意志の勝利』（1934年）：ナチス・ドイツによる記録映画。アドルフ・ヒトラーが乗るJu 52が雲上を飛ぶシーンから幕を開ける。
- 『荒鷲の要塞』（1968年）：冒頭の工作員輸送と最後の救出時に、ドイツ空軍機に偽装したJu 52（CASA 352）が登場。
- 『ワルキューレ』（2008年）：トム・クルーズ演じる主人公、シュタウフェンベルク大佐がヒトラー暗殺のため、Ju 52に乗ってベルリンとヴォルフスシャンツェを往復する。

### 漫画・アニメ
- 『タイムトルーパー』（1989年）：小林源文によるSF劇画。作中で未来の傭兵部隊（タイムトルーパー）に乗っ取られたJu 52が登場するが、遭遇した連合国軍のB-17編隊と交戦。レーザーガンで大損害を与えるものの、撃墜されてしまう。
- 『ジャングル大帝』：1997年の劇場版でハム・エッグがアフリカへ向かう際に搭乗。
- 『ストライクウィッチーズ』シリーズ（2007年 -）：補給物資の空輸や人員輸送に広く使用される。
  - 『連盟空軍航空魔法音楽隊ルミナスウィッチーズ』（2022年）：第10話に登場。ルミナスウィッチーズ隊長兼プロデューサーのグレーシーとエリーが、ガリア（フランスがモデルの架空国家）への移動に際して搭乗する。
- 『放課後アサルト×ガールズ』（2015年）：カルピケ飛行場からの捕虜移送に使用されている。
- 『終末のイゼッタ』（2016年）：第1話で主人公の皇女を連行し、祖国に移動する際に使われた。
- 『劇場版 幼女戦記』（2019年）：帝国軍第二〇三航空魔導大隊が南方戦線からの帰国に3機使用した。

### 小説
- 『レッドサン ブラッククロス』（1993年）：地上攻撃用の火器を搭載したガンシップ改造機が登場する。
- 『大日本帝国の銀河』（2021年）：林譲治のSF小説。第2巻において日本海軍に協力する元禄通商の猪狩周一が、ドイツ国防軍情報部部長カナリスの密命をおびて帰国する際に搭乗するが、途中で謎の空中戦艦によって機体ごと拉致される。

### ゲーム
- 『コール オブ デューティ ファイネストアワー』（2005年）：T-34戦車に搭乗して、ドイツ空軍のハンガーに格納されている本機を破壊するミッションがある。
- 『R.U.S.E.』（2010年）：ドイツの輸送機として登場。
- 『Aerofly FS 2023』：購入機体の一つとして登場。コックピットの計器・スイッチ類が動作し、キャビンも再現されている。

### 工業製品
IWCのパイロットウォッチ「Mark XVⅢ（マーク18）」のケース裏蓋にJu 52/3mの機影が刻印されている。